# Microsoft Edge
Microsoft Edge（マイクロソフト エッジ）は、マイクロソフトにより開発されているウェブブラウザである。マルチプラットフォームのソフトウェアとしてiOS、macOS、Android、Linux版も配布されている。

## 概要
マイクロソフトがInternet Explorer 11の後継として開発したWebブラウザ。デスクトップ用Windows 10とモバイルデバイス版Windows 10両方のデフォルトブラウザとして提供されるほか、iOS、Android、macOS、Linux向けにも無償で提供されている。
現在はChromiumをベースに再構築された新バージョンに移行しており、EdgeHTMLベースの旧Edgeは2021年3月9日にサポートを終了した。
新しいEdgeはInternet Explorer 11との完全な互換性を持つ「IEモード」を搭載しており、Chrome ウェブストアの拡張機能も利用できる。

### 設計
2020年1月15日にChromium 79のstable版が参考にされて発表された。開発版に関しては、Beta, Dev, Canaryの各版が公開されている。そのほか、同じくChromiumベースであるGoogle Chromeに搭載されている多くの機能が引き継がれている。
ロゴはeの造形を基本としているものの、青に緑を加えられたものに変更された。2021年11月現在ではWindowsのみならず、macOS、Android、iOS、LinuxなどのOSでインストールが可能となっている。
以前からAndroid向け、iOS向けにBetaバージョンとして提供されていたが、これらのアプリは当初からGoogle Chrome/Blink（Android）及びWebkit（iOS）準拠のアプリとして開発・提供されており、Windows版Edgeとはブックマーク・リーディングリストとプロファイルのみ同期する形式となっていた。Windows向けBlink版Edgeの開発が進んだ2019年末には「レガシ バージョンのEdge」「新しいEdge」それぞれとプロファイルを同期する機能が切り替えできるようになっている。

### 機能
追跡防止機能を「基本」「バランス」「厳重」の3段階に分けて提供している。デフォルトは、バランスに設定されているが変更できる。
拡張機能はGoogle Chromeとまったく同じものが使える。
スクリーンショット機能とショッピング機能がv87で追加された。
v89で追加されたスリーピングタブ機能の利用により、メモリ使用量が32%、CPU使用率が37%削減される。関連性の高いタブを自動でグループ化する機能がある。
IEモードはInternet Explorerコンポーネントを利用して、Edge上でInternet Explorerでしか機能しないページを閲覧できる。Internet Explorerアドオンも利用可能。
Webサイトをアプリとしてインストールする機能を備えている。

### パフォーマンス
90以上の言語で提供され、「Segment Heap」によりブラウジング時のメモリ消費量が最大27%削減された。

### シェア
2023年5月の時点では10.36%で、Firefoxを4.5%上回っている。

## 歴史
2014年12月、技術ライターのメアリー・ジョー・フォリーはマイクロソフトが「Spartan」（スパルタン）というコードネーム名の Microsoft Windows 10 に対応した新しいウェブブラウザを開発しているとし、「Spartan」は互換性を理由に維持されていたInternet Explorer 11といったInternet Explorerとは別の新製品になるという記事をZDNetに執筆した。
2015年1月初め、The Vergeもマイクロソフトに近い筋から「Spartan」に関する詳細な情報を入手したとし、やはり「Spartan」はWindows 10のデスクトップ版とモバイル版両方でInternet Explorerの後継になると報じた。マイクロソフトが公式に「Spartan」を発表したのは2015年1月21日に開催したWindows 10に関する基調講演だった。「Spartan」はInternet Explorerの後継となる新ブランドで、正式名称が発表されていないが「Microsoft」が名称に含まれるだろうと予想された。
「Spartan」が初めて一般公開されたのは2015年3月30日に公開されたWindows 10 Technical Preview Build 10049のデフォルトブラウザとしてだった。使用している新しいエンジンはかつてWindows 10ビルドのInternet Explorer 11の一部として使用可能で、10の最終バージョンのブラウザでも使用されていたが、マイクロソフトはその後Internet Explorerには「Spartan」のエンジンは使用しないと発表し、Windows 10でInternet Explorerは、正式に廃止すると表明した。
2015年4月29日、"Build 2015"で、「Spartan」の正式名称をMicrosoft Edgeとすることと、ロゴをInternet Explorerから少しながら変更することを発表、マイクロソフトは「eにこだわるのは、eのアイコンに慣れたユーザーが、どうやってブラウザを立ち上げたらいいか分かるようにするため」としている。
2017年10月5日、マイクロソフトはEdgeのiOS版とAndroid版を開発していることを明らかにした。そして同年11月30日に正式にiOS版とAndroid版をリリース。ただし、レンダリングエンジンにiOS版はWebKitを、Android版はBlinkを利用し、EdgeHTMLは使われない。
2018年12月6日、マイクロソフトは次期のWindows版Microsoft Edgeについて、Chromiumをベースに開発することを発表し、同時にmacOSなど発表時点で提供されていないプラットフォーム版への展開も示唆した。2019年4月8日に64ビット版Windows 10向けのプレビュー版を公開した。
2019年7月14日現在のdev版は77.0.211.3で、日本語にも対応した。ユーザーエージェントには新しくedgeという新名称が加わっている。
2019年8月20日、マイクロソフトはWindowsとmacOS向けにMicrosoft Edge次期バージョンのBeta版を公開した。
2020年1月15日、マイクロソフトはChromium版を正式版として、バージョン79.0.309.65をWindowsとMac向けに提供開始。ただし、日本での配信は e-Tax のウェブサイトが Chromium に対応していないため、確定申告の提出が終了する同年4月17日以降に延期された。なお、同年1月14日に全サポートが終了した Microsoft Windows 7 にも正式対応しており、2022年1月15日まではサポートされた。なお、サポート終了したWindows OSまで含めると、Windows 7/8/8.1、Windows Server 2008 R2/2012/2012 R2/2016 へ提供されたブラウザだった。
2021年3月9日、Chromiumベースではないレガシー版EdgeがTLS 1.0/1.1を無効化されたうえでサポート終了。Windows 10 ver.20H2以降はレガシー版Edgeは最初から搭載されない。
2021年5月19日、Windows 10 May 2021 Update（21H1）で旧Edge（レガシー版）が削除。
2021年11月2日、Linux版に正式対応。

## EdgeHTML時代の特徴

2015年から2019年まで使用されていたロゴ

### 設計
かつてマイクロソフトが開発していたInternet Explorerの後継としてWindows 10でのデフォルトブラウザとして登場した。しかし、互換性維持のため、Windows 10でも引き続きInternet Explorer 11が搭載されており、セキュリティアップデートも2020年5月までは継続されていた。
2021年5月19日、Windows 10 May 2021 Updateにて削除された。
「現代的なウェブとの相互運用性」を重視し、ウェブ標準に対応したレイアウトエンジンで動く軽量なウェブブラウザになるように設計されている。ActiveXやVBScript、BHO、SilverlightなどのHTML5に準拠しない古い技術が削除され、サポート外となった。Adobe Flash Playerも当初は搭載されていたが、後に削除された。CortanaアシスタントやOneDriveといったマイクロソフトの他サービスとの統合が重視され、注釈ツールやリーディングモード機能が提供される。

### 機能
TridentからフォークされたEdgeHTMLという新たなレイアウトエンジンを使用しており、このレイアウトエンジンは「現代的なウェブとの相互運用性」を重視している。EdgeHTMLはWindows 10にてデフォルトで使用される。マイクロソフトは当初、企業使用特化のウェブサイトとソフトウェアとの下位互換性に対応させるため、過去のMSHTMLによる読み込みにも対応するとしていたが、その後撤回され、「強いご意見」によりEdgeには新しいエンジンのみ、Internet Explorerには旧来のエンジンのみを組み込むことになると公表された。
ActiveXやBHOといった古い技術への対応は終了するが、拡張機能として提供される。Internet Explorer 11は互換性を維持するためにWindows 10でも動作し、EdgeHTMLは搭載されない。
マイクロソフトのオンラインプラットフォームへの統合も進められ、Cortanaの統合で音声コントロール、検索、動的にアドレスバー内で個人情報関連の検索を行うことが可能になる。さらにウェブページの注釈の作成や、OneDriveでの保存や共有ができるようになる。また、デバイス間でコンテンツを同期する「リーディング・リスト」機能や、不要な書式設定をカットすることで読みやすさを高める「リーディングモード」の機能も搭載される。PDF表示機能を内蔵（PDFの技術概要の節を参照）。
一方で、Internet Explorerに搭載されていた機能を含め、ブラウザとしては機能が少なくIEと比べて退化している点も多い。例えば、ウェブページをファイルとして保存する機能は搭載されていない。また、他のブラウザでは標準となっている貼り付けて移動や文字を選択して右クリックでの検索などの機能も以前は付いていなかった。
Windows 10にはDolby Audio（Dolby Digital Plus/DD+）が組み込まれているが、Microsoft EdgeはそのDD+デコーダを使用可能であり、対応した形式のコンテンツを高音質で再生できる。

### パフォーマンス
EdgeHTML搭載ブラウザの初期ベンチマークではTrident 7搭載のInternet Explorer 11と比べてJavaScriptの動作が飛躍的に向上したがGoogle Chrome 42やMozilla Firefox 37とMicrosoft Edgeのパフォーマンスは同等だった。SunSpiderベンチマークではMicrosoft Edgeは他のブラウザより大幅に高速化されているが、いくつかの重要な場合において他のベンチマークの全項目でGoogle Chrome、Mozilla Firefox、Operaよりも低速だった。バッテリーの持続時間に関しては、ムービーの再生では、Chrome、Firefox、Operaに対して2倍以上の負荷を加えた場合にも同等以上のバッテリー持続時間を示している。

### シェア
2015年当時ではIEからさほどの移行は起きず、世界全体で7%程であった。Statcounterでは4.3%とされていた。